# 波斯特费尔德
波斯特费尔德是德国石勒苏益格－荷尔斯泰因州的一个市镇。总面积8.33平方公里，总人口457人，其中男性225人，女性232人（2011年12月31日），人口密度55人/平方公里。